# Enrique Montero
Enrique Montero Rodríguez (El Puerto de Santa María, 28 dicembre 1954) è un ex calciatore e allenatore di calcio spagnolo.

## Carriera

### Giocatore
In attività giocava come centrocampista. Giocò quasi interamente la propria carriera on il Siviglia totalizzando 323 presenze e 58 gol. Conta tre presenze con la nazionale spagnola.

### Allenatore
Ha allenato il Motril nella stagione 1997-1998, portandolo alla salvezza nei play-out.

## Statistiche

### Cronologia presenze e reti in nazionale
| Cronologia completa delle presenze e delle reti in nazionale ― Spagna | Cronologia completa delle presenze e delle reti in nazionale ― Spagna | Cronologia completa delle presenze e delle reti in nazionale ― Spagna | Cronologia completa delle presenze e delle reti in nazionale ― Spagna | Cronologia completa delle presenze e delle reti in nazionale ― Spagna | Cronologia completa delle presenze e delle reti in nazionale ― Spagna | Cronologia completa delle presenze e delle reti in nazionale ― Spagna | Cronologia completa delle presenze e delle reti in nazionale ― Spagna |
| Data                                                                  | Città                                                                 | In casa                                                               | Risultato                                                             | Ospiti                                                                | Competizione                                                          | Reti                                                                  | Note                                                                  |
| --------------------------------------------------------------------- | --------------------------------------------------------------------- | --------------------------------------------------------------------- | --------------------------------------------------------------------- | --------------------------------------------------------------------- | --------------------------------------------------------------------- | --------------------------------------------------------------------- | --------------------------------------------------------------------- |
| 15-10-1980                                                            | Lipsia                                                                | Germania Est                                                          | 0 – 0                                                                 | Spagna                                                                | Amichevole                                                            | -                                                                     | 89’                                                                   |
| 25-3-1981                                                             | Londra                                                                | Inghilterra                                                           | 1 – 2                                                                 | Spagna                                                                | Amichevole                                                            | -                                                                     | 68’                                                                   |
| 23-6-1981                                                             | Città del Messico                                                     | Messico                                                               | 1 – 2                                                                 | Spagna                                                                | Qual. Mondiali 1978                                                   | -                                                                     | 67’                                                                   |
| Totale                                                                |                                                                       | Presenze                                                              | 3                                                                     |                                                                       | Reti                                                                  | 0                                                                     |                                                                       |